# Izrael a 2004. évi nyári olimpiai játékokon
Izrael a görögországi Athénban megrendezett 2004. évi nyári olimpiai játékok egyik részt vevő nemzete volt. Az országot az olimpián 14 sportágban 36 sportoló képviselte, akik összesen 2 érmet szereztek.

## Érmesek
| Érem  | Versenyző   | Sportág    | Versenyszám           |
| ----- | ----------- | ---------- | --------------------- |
| Arany | Gal Fridman | Vitorlázás | Férfi szörfvitorlázás |
| Bronz | Arik Zeevi  | Cselgáncs  | Férfi félnehézsúly    |

## Asztalitenisz
Női
| Versenyző         | Versenyszám | 64-es főtábla                                     | 48-as főtábla                                             | 32-es főtábla                               | Nyolcaddöntő      | Negyeddöntő       | Elődöntő          | Döntő             | Helyezés |
| Versenyző         | Versenyszám | Ellenfél Eredmény                                 | Ellenfél Eredmény                                         | Ellenfél Eredmény                           | Ellenfél Eredmény | Ellenfél Eredmény | Ellenfél Eredmény | Ellenfél Eredmény | Helyezés |
| ----------------- | ----------- | ------------------------------------------------- | --------------------------------------------------------- | ------------------------------------------- | ----------------- | ----------------- | ----------------- | ----------------- | -------- |
| Marina Kravchenko | Egyes       | Arhontúla Volakáki (GRE) · 11-6, 11-5, 11-4, 11-5 | Otilia Bădescu (ROU) · 11-6, 11-9, 4-11, 11-3, 8-11, 11-6 | Boros Tamara (CRO) · 8-11, 6-11, 5-11, 7-11 | kiesett           | kiesett           | kiesett           | kiesett           | 17.      |

## Atlétika
Férfi
| Versenyző      | Versenyszám | Eredmény | Helyezés |
| -------------- | ----------- | -------- | -------- |
| Asaf Bimro     | Maraton     | 2:25,20  | 59.      |
| Haile Szatajin | Maraton     | 2:17,25  | 20.      |

| Versenyző     | Versenyszám | Selejtező | Selejtező | Döntő    | Döntő    |
| Versenyző     | Versenyszám | Eredmény  | Helyezés  | Eredmény | Helyezés |
| ------------- | ----------- | --------- | --------- | -------- | -------- |
| Alex Averbukh | Rúdugrás    | 570 cm    | 1.*       | 565 cm   | 8.       |

Női
| Versenyző     | Versenyszám | Előfutam | Előfutam | Előfutam | Elődöntő | Elődöntő | Elődöntő | Döntő   | Döntő    |
| Versenyző     | Versenyszám | Idő      | Hely.    | Össz.    | Idő      | Hely.    | Össz.    | Idő     | Helyezés |
| ------------- | ----------- | -------- | -------- | -------- | -------- | -------- | -------- | ------- | -------- |
| Irina Lenskiy | 100 m gát   | 13,75    | 7.       | 33.      | kiesett  | kiesett  | kiesett  | kiesett | kiesett  |
| Nili Avramski | Maraton     |          |          |          |          |          |          | 2:48:08 | 42.      |

* - négy másik versenyzővel azonos eredményt ért el

## Birkózás

### Férfi
Kötöttfogású
| Versenyző            | Versenyszám | Csoportkör                                                                | Csoportkör | Negyeddöntő       | Elődöntő          | Bronz- mérkőzés   | Döntő             | Helyezés |
| Versenyző            | Versenyszám | Ellenfél Eredmény                                                         | Hely.      | Ellenfél Eredmény | Ellenfél Eredmény | Ellenfél Eredmény | Ellenfél Eredmény | Helyezés |
| -------------------- | ----------- | ------------------------------------------------------------------------- | ---------- | ----------------- | ----------------- | ----------------- | ----------------- | -------- |
| Yasha Manasherov     | 74 kg       | D csoport · Danyil Halimov (KAZ) · 0-8 · José Alberto Recuero (ESP) · TUS | 3.         | kiesett           | kiesett           | kiesett           | kiesett           | 19.      |
| Gotcha Tsitsiashvili | 84 kg       | D csoport · Alekszej Misin (RUS) · 0-3 · Mélonin Noumonvi (FRA) · 3-1     | 2.         | kiesett           | kiesett           | kiesett           | kiesett           | 14.      |
| Yuriy Yevseychyk     | 120 kg      | D csoport · Mijaín López (CUB) · 0-5 · Yekta Yılmaz Gül (TUR) · 0-3       | 3.         | kiesett           | kiesett           | kiesett           | kiesett           | 19.      |

## Cselgáncs
Férfi
| Versenyző     | Versenyszám  | Selejtező                       | 32-es főtábla                            | Nyolcaddöntő                       | Negyeddöntő                     | Elődöntő          | Vigaszág első kör                 | Vigaszág negyeddöntő                      | Vigaszág elődöntő                  | Bronz- mérkőzés                      | Döntő             | Helyezés    |
| Versenyző     | Versenyszám  | Ellenfél Eredmény               | Ellenfél Eredmény                        | Ellenfél Eredmény                  | Ellenfél Eredmény               | Ellenfél Eredmény | Ellenfél Eredmény                 | Ellenfél Eredmény                         | Ellenfél Eredmény                  | Ellenfél Eredmény                    | Ellenfél Eredmény | Helyezés    |
| ------------- | ------------ | ------------------------------- | ---------------------------------------- | ---------------------------------- | ------------------------------- | ----------------- | --------------------------------- | ----------------------------------------- | ---------------------------------- | ------------------------------------ | ----------------- | ----------- |
| Gal Jekutiel  | Légsúly      | Albert Techov (LTU) · 0101-0000 | Taraje Williams-Murray (USA) · 0000-1010 | kiesett                            | kiesett                         | kiesett           |                                   |                                           |                                    |                                      |                   | helyezetlen |
| Ehud Vaks     | Harmatsúly   |                                 |                                          | Ammár Merídzsa (ALG) · 0000-0010   | kiesett                         | kiesett           |                                   |                                           |                                    |                                      |                   | helyezetlen |
| Yoel Razvozov | Könnyűsúly   |                                 | Rubert Martínez (CUB) · 1000-0000        | Daniel Fernandes (FRA) · 0001-1000 |                                 |                   | Hszie Csien-hua (CHN) · 1100-0000 | Leandro Guilheiro (BRA) · 0020-1001       | kiesett                            | kiesett                              |                   | helyezetlen |
| Arik Zeevi    | Félnehézsúly |                                 | Mário Sabino Júnior (BRA) · 1010-0100    | Michele Monti (ITA) · 1011-0111    | Csang Szongho (KOR) · 0110-1002 |                   |                                   | Franck Martial Moussima (CMR) · 0210-0000 | Ghislain Lemaire (FRA) · 1001-0000 | Elco van der Geest (NED) · 1002-0001 |                   |             |

Női
| Versenyző       | Versenyszám | Selejtező         | Nyolcaddöntő                     | Negyeddöntő       | Elődöntő          | Vigaszág első kör | Vigaszág negyeddöntő | Vigaszág elődöntő | Bronz- mérkőzés   | Döntő             | Helyezés    |
| Versenyző       | Versenyszám | Ellenfél Eredmény | Ellenfél Eredmény                | Ellenfél Eredmény | Ellenfél Eredmény | Ellenfél Eredmény | Ellenfél Eredmény    | Ellenfél Eredmény | Ellenfél Eredmény | Ellenfél Eredmény | Helyezés    |
| --------------- | ----------- | ----------------- | -------------------------------- | ----------------- | ----------------- | ----------------- | -------------------- | ----------------- | ----------------- | ----------------- | ----------- |
| Michal Feinblat | Harmatsúly  |                   | Telma Monteiro (POR) · 0000-1010 | kiesett           | kiesett           |                   |                      |                   |                   |                   | helyezetlen |

## Kajak-kenu

### Síkvízi
Férfi
| Versenyző        | Versenyszám        | Előfutam | Előfutam | Előfutam | Elődöntő | Elődöntő | Elődöntő | Döntő    | Döntő    |
| Versenyző        | Versenyszám        | Idő      | Hely.    | Össz.    | Idő      | Hely.    | Össz.    | Idő      | Helyezés |
| ---------------- | ------------------ | -------- | -------- | -------- | -------- | -------- | -------- | -------- | -------- |
| Michael Kolganov | Kajak egyes 500 m  | 1:39,745 | 4.       | 10.      | 1:43,411 | 8.       | 24.      | kiesett  | kiesett  |
| Ro'l Yellin      | Kajak egyes 1000 m | 3:34,036 | 3.       | 14.      | 3:30,005 | 3.       | 6.       | 3:43,485 | 9.       |

Női
| Versenyző            | Versenyszám       | Előfutam | Előfutam | Előfutam | Elődöntő | Elődöntő | Elődöntő | Döntő    | Döntő    |
| Versenyző            | Versenyszám       | Idő      | Hely.    | Össz.    | Idő      | Hely.    | Össz.    | Idő      | Helyezés |
| -------------------- | ----------------- | -------- | -------- | -------- | -------- | -------- | -------- | -------- | -------- |
| Larisza Peszjahovics | Kajak egyes 500 m | 1:54,234 | 3.       | 8.       | 1:55,096 | 2.       | 7.       | 1:53,089 | 6.       |

## Sportlövészet
Férfi
| Versenyző           | Versenyszám       | Selejtező | Selejtező | Döntő   | Döntő    |
| Versenyző           | Versenyszám       | Pont      | Helyezés  | Pont    | Helyezés |
| ------------------- | ----------------- | --------- | --------- | ------- | -------- |
| Alekszandr Danyilov | Légpisztoly       | 577       | 20.*      | kiesett | kiesett  |
| Alekszandr Danyilov | Szabadpisztoly    | 554       | 15.*      | kiesett | kiesett  |
| Guy Starik          | Sportpuska, fekvő | 592       | 16.**     | kiesett | kiesett  |

* - két másik versenyzővel azonos eredményt ért el

** - hét másik versenyzővel azonos eredményt ért el

## Szinkronúszás
| Versenyző                      | Versenyszám | Technikai gyakorlat | Technikai gyakorlat | Selejtező        | Selejtező        | Selejtező  | Selejtező  | Döntő            | Döntő            | Döntő      | Döntő      | Helyezés |
| Versenyző                      | Versenyszám | Technikai gyakorlat | Technikai gyakorlat | Szabad gyakorlat | Szabad gyakorlat | Összesítés | Összesítés | Szabad gyakorlat | Szabad gyakorlat | Összesítés | Összesítés | Helyezés |
| Versenyző                      | Versenyszám | Pont                | Hely.               | Pont             | Hely.            | Pont       | Hely.      | Pont             | Hely.            | Pont       | Hely.      | Helyezés |
| ------------------------------ | ----------- | ------------------- | ------------------- | ---------------- | ---------------- | ---------- | ---------- | ---------------- | ---------------- | ---------- | ---------- | -------- |
| Anastasia Gloushkov Inna Joffe | Páros       | 42,750              | 16.                 | 43,000           | 17.              | 85,750     | 17.        | kiesett          | kiesett          | kiesett    | kiesett    | 17.      |

## Taekwondo
Női
| Versenyző  | Versenyszám | Nyolcaddöntő                | Negyeddöntő       | Elődöntő          | Vigaszág negyeddöntő | Vigaszág elődöntő | Bronz- mérkőzés   | Döntő             | Helyezés |
| Versenyző  | Versenyszám | Ellenfél Eredmény           | Ellenfél Eredmény | Ellenfél Eredmény | Ellenfél Eredmény    | Ellenfél Eredmény | Ellenfél Eredmény | Ellenfél Eredmény | Helyezés |
| ---------- | ----------- | --------------------------- | ----------------- | ----------------- | -------------------- | ----------------- | ----------------- | ----------------- | -------- |
| Maya Arusi | Légsúly     | Dalia Contreras (VEN) · 1-5 | kiesett           | kiesett           |                      |                   |                   |                   | 10.      |

## Tenisz
Férfi
| Versenyző                | Versenyszám | 64-es főtábla     | 32-es főtábla                                                  | Nyolcaddöntő                                                       | Negyeddöntő                                                           | Elődöntő          | Bronz- mérkőzés   | Döntő             | Helyezés |
| Versenyző                | Versenyszám | Ellenfél Eredmény | Ellenfél Eredmény                                              | Ellenfél Eredmény                                                  | Ellenfél Eredmény                                                     | Ellenfél Eredmény | Ellenfél Eredmény | Ellenfél Eredmény | Helyezés |
| ------------------------ | ----------- | ----------------- | -------------------------------------------------------------- | ------------------------------------------------------------------ | --------------------------------------------------------------------- | ----------------- | ----------------- | ----------------- | -------- |
| Jonathan Erlich Andi Rám | Páros       |                   | Svédország (SWE) · Thomas Enqvist · Robin Söderling · 7-5, 6-3 | Oroszország (RUS) · Igor Andrejev · Nyikolaj Davigyenko · 6-4, 6-1 | Németország (GER) · Nicolas Kiefer · Rainer Schüttler · 6-2, 2-6, 2-6 | kiesett           | kiesett           | kiesett           | 5.       |

Női
| Versenyző                | Versenyszám | 64-es főtábla                    | 32-es főtábla     | Nyolcaddöntő      | Negyeddöntő       | Elődöntő          | Bronz- mérkőzés   | Döntő             | Helyezés |
| Versenyző                | Versenyszám | Ellenfél Eredmény                | Ellenfél Eredmény | Ellenfél Eredmény | Ellenfél Eredmény | Ellenfél Eredmény | Ellenfél Eredmény | Ellenfél Eredmény | Helyezés |
| ------------------------ | ----------- | -------------------------------- | ----------------- | ----------------- | ----------------- | ----------------- | ----------------- | ----------------- | -------- |
| Anna Smashnova-Pistolesi | Egyes       | Tathiana Garbin (ITA) · 2-6, 1-6 | kiesett           | kiesett           | kiesett           | kiesett           | kiesett           | kiesett           | 33.      |

## Torna
Férfi
| Versenyző    | Versenyszám      | Selejtező | Selejtező | Döntő    | Döntő    |
| Versenyző    | Versenyszám      | Pontszám  | Helyezés  | Pontszám | Helyezés |
| ------------ | ---------------- | --------- | --------- | -------- | -------- |
| Pavel Gofman | Talaj            | 9,437     | 38.       | kiesett  | kiesett  |
| Pavel Gofman | Ugrás            | 9,375     |           | kiesett  | kiesett  |
| Pavel Gofman | Korlát           | 9,612     | 27.       | kiesett  | kiesett  |
| Pavel Gofman | Nyújtó           | 9,362     | 48.       | kiesett  | kiesett  |
| Pavel Gofman | Gyűrű            | 9,462     | 50.       | kiesett  | kiesett  |
| Pavel Gofman | Lólengés         | 9,475     | 32.       | kiesett  | kiesett  |
| Pavel Gofman | Egyéni összetett | 56,723    | 12.       | 55,686   | 19.      |

### Ritmikus gimnasztika
| Versenyző      | Versenyszám | Selejtező | Selejtező | Selejtező | Selejtező | Selejtező | Selejtező | Selejtező | Selejtező | Selejtező | Selejtező | Döntő   | Döntő   | Döntő   | Döntő   | Döntő    | Döntő    | Döntő   | Döntő   | Döntő    | Döntő    | Helyezés |
| Versenyző      | Versenyszám | Karika    | Karika    | Labda     | Labda     | Buzogány  | Buzogány  | Szalag    | Szalag    | Összesen  | Összesen  | Karika  | Karika  | Labda   | Labda   | Buzogány | Buzogány | Szalag  | Szalag  | Összesen | Összesen | Helyezés |
| Versenyző      | Versenyszám | Pont      | Hely.     | Pont      | Hely.     | Pont      | Hely.     | Pont      | Hely.     | Pont      | Hely.     | Pont    | Hely.   | Pont    | Hely.   | Pont     | Hely.    | Pont    | Hely.   | Pont     | Hely.    | Helyezés |
| -------------- | ----------- | --------- | --------- | --------- | --------- | --------- | --------- | --------- | --------- | --------- | --------- | ------- | ------- | ------- | ------- | -------- | -------- | ------- | ------- | -------- | -------- | -------- |
| Katia Pisetsky | Egyéni      | 22,675    | 16.       | 22,750    | 17.       | 23,100    | 15.       | 21,425    | 18.       | 89,950    | 16.       | kiesett | kiesett | kiesett | kiesett | kiesett  | kiesett  | kiesett | kiesett | kiesett  | kiesett  | 16.      |

## Úszás
Női
| Versenyző         | Versenyszám    | Előfutam | Előfutam | Előfutam | Elődöntő | Elődöntő | Elődöntő | Döntő   | Döntő    |
| Versenyző         | Versenyszám    | Idő      | Hely.    | Össz.    | Idő      | Hely.    | Össz.    | Idő     | Helyezés |
| ----------------- | -------------- | -------- | -------- | -------- | -------- | -------- | -------- | ------- | -------- |
| Anya Gostomelsky  | 50 m gyors     | 26,72    | 3.       | 35.      | kiesett  | kiesett  | kiesett  | kiesett | kiesett  |
| Anya Gostomelsky  | 100 m gyors    | 57,15    | 7.       | 32.      | kiesett  | kiesett  | kiesett  | kiesett | kiesett  |
| Anya Gostomelsky  | 100 m hát      | 1:04,06  | 5.       | 28.      | kiesett  | kiesett  | kiesett  | kiesett | kiesett  |
| Vered Borochovsky | 100 m pillangó | 1:00,69  | 8.       | 26.      | kiesett  | kiesett  | kiesett  | kiesett | kiesett  |
| Vered Borochovsky | 200 m vegyes   | 2:20,62  | 1.       | 24.      | kiesett  | kiesett  | kiesett  | kiesett | kiesett  |

## Vitorlázás
Férfi
| Versenyző             | Versenyszám     | Futam | Futam | Futam | Futam | Futam | Futam | Futam | Futam | Futam | Futam | Futam    | Pontszám | Helyezés |
| Versenyző             | Versenyszám     | 1     | 2     | 3     | 4     | 5     | 6     | 7     | 8     | 9     | 10    | 11       | Pontszám | Helyezés |
| --------------------- | --------------- | ----- | ----- | ----- | ----- | ----- | ----- | ----- | ----- | ----- | ----- | -------- | -------- | -------- |
| Gal Fridman           | Szörfvitorlázás | 8     | 3     | 5     | 5     | 1     | 7     | 5     | 1     | 8     | 5     | 2        | 42       |          |
| Gideon Kliger Udi Gal | 470-es osztály  | 19    | 12    | 6     | 8     | 23    | 9     | 5     | 11    | 23    | 12    | kizárták | 128      | 15.      |

Női
| Versenyző                   | Versenyszám     | Futam | Futam | Futam | Futam | Futam | Futam | Futam | Futam | Futam | Futam | Futam | Pontszám | Helyezés |
| Versenyző                   | Versenyszám     | 1     | 2     | 3     | 4     | 5     | 6     | 7     | 8     | 9     | 10    | 11    | Pontszám | Helyezés |
| --------------------------- | --------------- | ----- | ----- | ----- | ----- | ----- | ----- | ----- | ----- | ----- | ----- | ----- | -------- | -------- |
| Lee Korzits                 | Szörfvitorlázás | 15    | 15    | 12    | 17    | 12    | 8     | 14    | 12    | 7     | 10    | 12    | 117      | 13.      |
| Nike Kornecki Vered Buskila | 470-es osztály  | 21    | 11    | 21    | 19    | 6     | 13    | 12    | 5     | 4     | 13    | 18    | 122      | 18.      |

## Vívás
Női
| Versenyző     | Versenyszám | 32-es főtábla              | Nyolcaddöntő      | Negyeddöntő       | Elődöntő          | Bronz- mérkőzés   | Döntő             | Helyezés |
| Versenyző     | Versenyszám | Ellenfél Eredmény          | Ellenfél Eredmény | Ellenfél Eredmény | Ellenfél Eredmény | Ellenfél Eredmény | Ellenfél Eredmény | Helyezés |
| ------------- | ----------- | -------------------------- | ----------------- | ----------------- | ----------------- | ----------------- | ----------------- | -------- |
| Ayelet Ohayon | Tőr, egyéni | Simone Bauer (GER) · 10-15 | kiesett           | kiesett           | kiesett           | kiesett           | kiesett           | 19.      |